# Margaret Cossaceanu
Pour les articles homonymes, voir Lavrillier.
Margaret Cossaceanu ou parfois Marguerite Cossaceanu-Lavrillier, née le 4 janvier 1893 à Bucarest et morte le 22 septembre 1980 à Paris, est une sculptrice française d'origine roumaine.

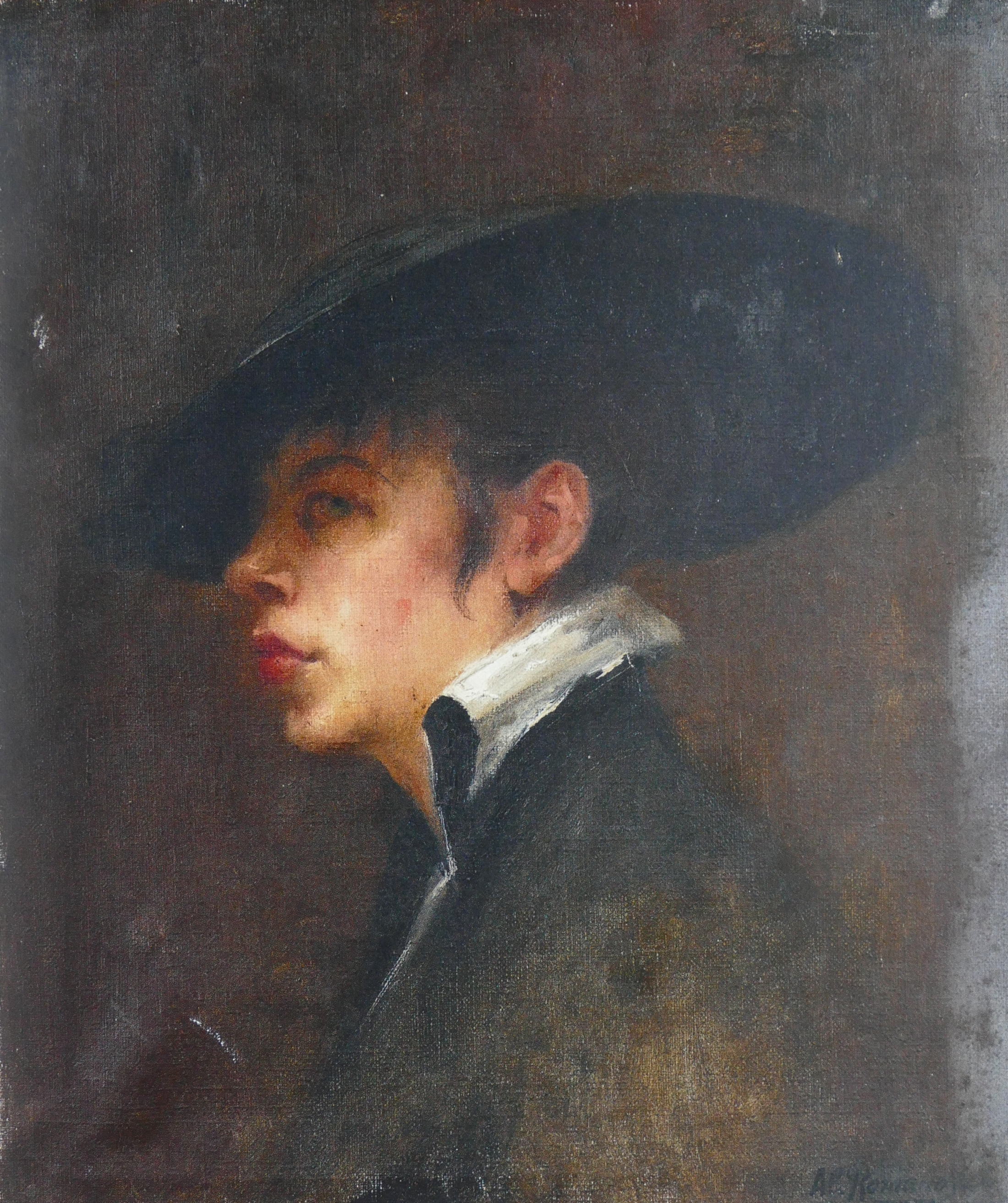
Portrait de Marguerita Cossaceanu par Alexandro Romano, 1916.

## Biographie
Fille d'un père ingénieur et d'une mère professeur de français, Margaret Cossaceanu est également la nièce du savant George Constantinescu, inventeur de la théorie de la sonicité. Elle étudie la sculpture de 1910 à 1913 à l'école des beaux-arts de Bucarest, où elle a comme professeur Dimitrie Paciurea (ro). Elle ouvre son atelier en 1914.
En 1921, elle obtient une bourse lui permettant d'aller à Rome poursuivre ses études à l'Académie des beaux-arts de Rome. C'est au cours de ce séjour dans la capitale italienne qu'elle rencontre le médailleur français André Lavrillier, lauréat du prix de Rome en 1914 et, de ce fait, pensionnaire de la villa Médicis. Celui-ci l'emmène à Paris et la présente à Antoine Bourdelle.
Après avoir obtenu le grand prix de l'Académie des beaux-arts en 1922, elle quitte Rome pour s'installer à Paris, où elle fréquente un temps l'atelier de son compatriote Constantin Brancusi, tout en poursuivant ses études à l'Académie de la Grande Chaumière dans l'atelier d'Antoine Bourdelle, où elle côtoie notamment Germaine Richier et Alberto Giacometti. Bourdelle l'engage comme collaboratrice dans son atelier de l'impasse du Maine et elle travaille alors sur un certain nombre des grandes réalisations du maître. Il lui fait exécuter des agrandissements de certaines de ses œuvres, comme sa Sapho. Elle restera auprès de lui jusqu'à la mort de Bourdelle en 1929. Dans un petit texte manuscrit daté de décembre 1928 reproduit dans le catalogue de l'exposition que le musée Rolin d'Autun a consacré en 2011 à Margaret Cossaceanu, Antoine Bourdelle écrit : « Elle a su m'aider dans l'exécution de plusieurs de mes figures. Cossaceanu a, en plus d'une très forte science technique, un très rare don de composition. »
En 1929, elle épouse André Lavrillier, avec qui elle a trois enfants, dont le photographe Carol-Marc Lavrillier. Après la mort de sa fille Nadia, à l'âge de 23 ans, en 1957, suivie quelques mois plus tard de celle de son mari, elle se retire dans son atelier. 
En 1970, pour le quarantième anniversaire de la mort de son maître, elle réalise de mémoire un buste d'Antoine Bourdelle.
Margaret Cossaceanu meurt à Paris le 22 septembre 1980.

## Œuvres
- Étreinte (1910)
- Les Amants (1917)
- La Maternité (1917)
- Pieta (1923), musée des Années Trente de Boulogne-Billancourt
- Walkyrie (1923)[4]
- Femme à la draperie (1925)
- Buste d'André Lavrillier (1927), musée national d'Art moderne, Centre Pompidou, en dépôt au musée des Années Trente de Boulogne-Billancourt [5]
- Grand portrait de femme (1930)
- Haut-relief des Daces (1937) pour le pavillon de la Roumanie à l'Exposition universelle de 1937[6], aujourd'hui à Bucarest, en Roumanie
- L'Homme allongé (1942)
- Portrait en marbre de Rhodia Bourdelle (1943), musée Rolin, Autun[7]
- Buste de Jean Charcot (1943), musée national de la Marine, Paris[8]
- Le Sacré-Cœur (1943)
- La Voie lactée (1948)
- Portrait de Georges Enesco (1950)[9]
- Tête de jeune fille, musée d'art et d'histoire de Saint-Brieuc
- Buste monumental, musée des Années Trente de Boulogne-Billancourt
- Torse de femme (1955), musée d'Art moderne de Paris[10]
- Femme assise (1957)
- Portrait d'Alberto Giacometti (1960)
- Vierge des Ardennes (1960)
- Buste d'Antoine Bourdelle (1970)